# Isabel de Redvers, 8. Countess of Devon
Isabel de Redvers, suo iure 8. Countess of Devon (durch Ehe auch Isabel de Forz, Countess of Aumale, * Juli 1237; † 10. November 1293 in Stockwell, Surrey) war eine englische Adlige.

## Herkunft und Ehe mit William de Forz
Isabel entstammte dem Adelsgeschlecht Redvers. Sie war die Tochter von Baldwin de Redvers, 6. Earl of Devon und Amicia de Clare. Im Alter von elf oder zwölf Jahren wurde sie mit dem bereits verwitweten William de Forz verheiratet, einem Baron mit umfangreichen Besitzungen in Yorkshire und Cumberland und Titulargraf von Aumale. Als dessen Gattin führte sie fortan auch den Höflichkeitstitel Countess of Aumale. Als er 1260 starb, erhielt sie Teile des Besitzes als Wittum. Als 1262 Isabels Bruder Baldwin de Redvers, 7. Earl of Devon ohne überlebende Nachkommen starb, erbte sie dessen Titel als Countess of Devon und Lady of the Isle of Wight sowie umfangreiche Ländereien in Devon, Hampshire und auf der Isle of Wight. Damit war sie als junge Witwe eine der reichsten Erbinnen Englands. Sie lebte vorwiegend in Carisbrooke Castle auf der Isle of Wight.

## Flucht vor einer neuen Ehe während des Kriegs der Barone
Vor den 1264 erfolgten Versuchen des jüngeren Simon de Montfort sie zu heiraten, verbarg sie sich erst in Breamore Priory, der Familien-Nekropole, später dann in Wales – aus gutem Grund, war der Bewerber doch der zweite Sohn von Simon de Montfort, 6. Earl of Leicester, der ab 1264 während des Zweiten Kriegs der Barone die Regierung beherrschte. Ihre Flucht endete 1265 mit dem Sturz der Familie Montfort. 1268 erhielt Edmund Crouchback, 1. Earl of Lancaster, der Sohn des Königs Heinrich III. die Genehmigung, sie zu heiraten, doch auch ihm entzog sie sich. Edmund heiratete dann 1269 ihre Tochter Aveline de Forz.

## Späteres Leben und Manipulation des Erbes durch den König
Isabel de Redvers blieb als Witwe als reiche Magnatin eine einflussreiche Persönlichkeit. 1279 setzte sie sich erfolgreich für eine Begnadigung von Adam Stratton, dem Kanzler des Schatzamts ein, der ihr früherer Verwalter war. In den 1280er Jahren kam es zwischen ihr und dem Chief Justice Ralph de Hengham zu einem Streit, der mit zu Henghams Entlassung 1290 führte. Der König selbst versuchte, ihre Besitzungen zu erhalten, nachdem Isabels Kinder alle vorzeitig ohne Nachkommen gestorben waren. 1276 schlug er ihr vor, ihm für 20.000 Mark ihren Besitz in Südengland zu verkaufen. Dann sollte sie die Güter lebenslang zurückerhalten, und nach ihrem Tod sollten sie anstatt an ihre Erben an die Krone fallen. Entweder war die gebotene Summe aber nicht ausreichend oder der Protest von Isabels Verwandten und potentiellen Erben führte dazu, dass der Verkauf nicht zustande kam. 1279 erwarb der König gegen die geringe Summe von £ 100 und die Zahlung einer jährlichen Pension die Ansprüche von einem John de Eshton, der als angeblicher Verwandter das Erbe von Isabels Tochter Aveline beanspruchte. 1293 nahm der König die Verhandlungen um die Isle of Wight erneut auf. Im November erkrankte Isabel auf der Reise von Canterbury nach London und ließ in Lambeth halten. Eilends suchten sie Antony Bek und Walter Langton, zwei Vertraute des Königs auf. Es gelang ihnen, von der sterbenden Isabel die Bestätigung zu erhalten, dass sie gegen die Zahlung von 6000 Mark die Isle of Wight und drei weitere Güter an den König verkaufte. Der Vertrag wurde am 9. November, am frühen Morgen des 10. November starb Isabel. Am 11. November wurde der Betrag an ihre Testamentsvollstrecker gezahlt und der König übernahm die Güter, womit der rechtmäßiger Erbe, der minderjährige Hugh de Courtenay um sein Erbe gebracht wurde. Isabel wurde wie ihre Vorfahren in Breamore Priory bestattet. Courtenay wurde später von Eduards Enkel Eduard III. Isabels Titel Earl of Devon neu verliehen.

## Nachkommen
Aus ihrer Ehe mit William de Forz sind fünf Kinder bekannt, die alle vor ihr starben:
- John de Forz († vor 11. August 1260)
- Thomas de Forz (* 9. September 1253; † vor 6. April 1269), bestattet in der Franziskanerkirche (Black Friars) in Stamford
- William de Forz († Oxford), bestattet in der Franziskanerkirche (Black Friars) in Oxford
- Amice/Anice de Forz, bestattet in Meaux Abbey
- Aveline de Forz (* 20. Januar 1259; † 10. November 1274), bestattet in Westminster Abbey; ⚭ 8. oder 9. April 1269 Westminster Abbey Edmund Crouchback, 1. Earl of Lancaster (Haus Plantagenet)